# Madonna del Soccorso tra i santi Agostino e Monica
La Madonna del Soccorso tra i santi Agostino e Monica è un affresco, attribuito a Virgilio Nucci, collocato nella Chiesa di Sant'Agostino (Cascia) e databile 1601-1602.

## Notizie storiche
L'affresco campeggia nel primo altare a destra di Sant'Agostino. La data 1582, che si legge in basso al centro, è inserita nella mostra di una cornice dipinta prima del rifacimento che interessò la chiesa in seguito al terremoto del 5 novembre 1599 e che vide, tra l'altro, la realizzazione dell'opera qui in esame intorno al 1601-02. Essa è attribuita a Virgilio Nucci (1545-1621).

## Descrizione
La scena, inquadrata da una articolata cornice in stucco con cimasa, ripropone la figura della Vergine inserita in una mandorla, e affiancata da Sant'Agostino e Santa Monica circondati da angeli, nell'atto di colpire con un fulmine il terreno ai piedi di un demonio; questi, dopo aver attentato alla vita di un bambino stretto tra le braccia della madre, è colto mentre precipita nella fenditura inghiottito dalle fiamme. Assistono alla scena, insieme alle donne appartenenti alla confraternita della Madonna del Soccorso, istituita a Cascia nel XVI secolo, due fanciulli abbigliati in foggia moderna e verosimilmente appartenenti alla famiglia committente dell'opera.

## Iconografia
L'iconografia della Madonna del Soccorso, che risulta assai diffusa in ambito agostiniano tra il XV e il XVI secolo, in particolare tra l'Umbria e le Marche, di norma vede la figura di Maria brandire un bastone o una mazza (tra l'altro, visibile su uno strato sottostante di intonaco, che presenta una precedente versione della stessa scena). Secondo alcuni, la scelta di attenuare la forza evocativa dello strumento utilizzato dalla Vergine per allontanare il demonio, sarebbe stata dettata in questa versione attardata della scena, dalle esigenze di decoro imposte dalla chiesa post-tridentina, che puntava a rivisitare le radici folkloriche dell'exemplum e a offrirne una interpretazione meno popolare.